# Jarosław Rola (archeolog)
Jarosław Rola – polski archeolog, specjalizujący się w archeologii pradziejowej i archeologii leśnej. Wieloletni pracownik Muzeum Okręgowego im. Stanisława Staszica w Pile, badacz stanowisk archeologicznych w regionie Nadnoteckim oraz popularyzator dziedzictwa kulturowego.

## Życiorys
Jarosław Rola jest absolwentem Instytutu Prahistorii Uniwersytetu im. Adama Mickiewicza w Poznaniu. Od 1991 roku związany z Muzeum Okręgowym im. Stanisława Staszica w Pile, gdzie prowadzi badania nad pradziejowym osadnictwem w Dolinie Noteci i okolicach. Współtwórca Fundacji Badań Archeologicznych w Pile, której celem jest dokumentowanie i ochrona stanowisk archeologicznych w regionie. W 2015 roku został laureatem nagrody „Syriusz” w kategorii „Osobowość”, przyznawanej za zasługi w dziedzinie ochrony i popularyzacji kultury, a w 2016 roku laureatem Nagrody im. Witolda Hulewicza za prace archeologiczne istotne dla przybliżenia prapoczątków naszych dziejów.
Przeprowadził liczne badania terenowe na stanowiskach archeologicznych w województwie wielkopolskim i kujawsko-pomorskim. Specjalizuje się w archeologii leśnej, zajmując się identyfikacją i ochroną obiektów archeologicznych na terenach leśnych przy wykorzystaniu technologii LiDAR oraz inwentaryzacji terenowej. Prowadził badania we współpracy z Lasami Państwowymi w Nadleśnictwie Zdrojowa Góra oraz w Nadleśnictwie Złotów, gdzie przeprowadził inwentaryzację lokalizując m.in. pozostałości dawnych strażnic, kurhanów oraz miejsc produkcji węgla drzewnego.

## Wybrane publikacje
Jest autorem i współautorem licznych artykułów naukowych oraz opracowań dotyczących archeologii regionu, m.in.:
- „Badania powierzchniowe w lasach–uwagi na marginesie penetracji prowadzonych w granicach Nadleśnictwa Zdrojowa Góra w Pile.” Raport 10 (2015): 285-298.
- „Zabytki archeologiczne w lasach”, Dziedzictwo archeologiczne Doliny Łupawy. Pomiędzy ochrona a promocją, praca zborowa (2017).
- „Późnoneolityczny węzeł komunikacyjny w strefie środkowej Noteci (Żuławka Mała, gm. Wyrzysk).” Folia Praehistorica Posnaniensia 13 (2018): 335-341.
- „Północna brama” państwa Mieszka I. Wyniki ratowniczych badań archeologicznych przeprowadzonych w 2008 roku w Ujściu nad Notecią.” Materiały Zachodniopomorskie 16 (2020): 81-118.
- „Dziedzictwo archeologiczne w rzekach. Uwagi na podstawie wyników podwodnych penetracji w Gwdzie, na odcinku pomiędzy Piłą a Ujściem”, Raport Archeologiczny (2023).